# Dov'era lei a quell'ora?
Dov'era lei a quell'ora? è un film del 1992 diretto da Antonio Maria Magro.

## Trama
Il regista e attore Andrea Del Bianco è sul set del suo ultimo film, un giallo dai forti risvolti sociali dal titolo Dov'era lei a quell'ora?, di cui è regista e interprete principale, nei panni dell'emigrato calabrese Enrico Brancati, andato al nord in cerca di lavoro e di un ambiente diverso.
Nel paesino calabrese, la cui risorsa principale è la pesca, Enrico ha conosciuto Mara, una misteriosa zingara. Tra i due nasce un'intesa che porta Enrico ad abbandonare la fidanzata Lucia, legata alle convenzioni e alle concezioni di un mondo che sta per scomparire e a sposare Mara, per lui simbolo di trasgressione, novità e rottura. Su consiglio di un amico decidono di trasferirsi a Riccione, dove Enrico trova lavoro in un'autofficina, sottoponendosi ad uno sfiancante turno di notte.
In una mattina di febbraio, Enrico, tornando a casa dal lavoro scopre che la moglie è stata uccisa con sette coltellate. Enrico è il sospettato numero uno per la polizia, in quanto accanto al cadavere viene trovata una sua giacca sporca di sangue: Enrico si trova in una sorta di tunnel senza via d'uscita. Seppure in un altro modo, vacilla anche la testa di Andrea Del Bianco, il regista del film.
Andrea si rende conto di stare realizzando una storia che non sente, un film che narra la storia umana e sociale di un uomo che ha il suo volto ma che è distante anni luce da lui. Andrea si chiede se la protagonista Roberta Giglioli, che interpreta il ruolo di Mara nel film, è stata scelta perché adatta alla parte o per altri motivi: non a caso tra i due è già nato qualcosa. Comincia ad avere anche delle visioni, pezzi di passato gli scorrono davanti ai suoi occhi.

## Produzione
- Il soggetto del film è liberamente ispirato all'album Dove era lei a quell'ora degli Alunni del Sole.
- Il film è stato girato a Riccione e in Calabria (Aieta e Praia a Mare).
- Post produzione, teatri di posa, colore, suono, titoli e truke sono stati realizzati a Cinecittà.
- Melina Martello ha diretto il doppiaggio con la CVD di Roma.
- Andrea Mingardi canta la canzone Time di Tom Waits nella versione italiana riarrangiata insieme a Lucio Dalla.